# Liste von Zwischenfällen mit der Lockheed Super Constellation
Die Liste von Zwischenfällen mit der Lockheed Super Constellation zeigt eine Übersicht über Zwischenfälle mit Todesfolge oder Totalschaden von Flugzeugen des Typs Lockheed Super Constellation.
Vom Erstflug 1950 bis Februar 2019 kam es mit Lockheed L-1049 Super Constellation zu 111 Totalschäden von Flugzeugen. Dies entspricht 19 % der gebauten Maschinen. Bei 58 davon kamen 1094 Menschen ums Leben. Vollständige Liste:

## 1950er-Jahre
- Am 7. Juli 1953 brach von einer Lockheed L-1049/R7V-1 Super Constellation der US Navy (Bureau Number BuNo 128440) während eines Testflugs in einer Höhe von 10.000 Fuß (3.050 Metern) das Heck ab. Die von der Naval Air Station Patuxent River (Maryland, USA) gestartete Maschine stürzte 15 Kilometer südlich von Chestertown (Maryland) ab. Alle 6 Besatzungsmitglieder kamen ums Leben. Dies war der erste Totalverlust einer Super Constellation.[2]

- Am 6. September 1953 überdrehte an einer Lockheed L-1049 Super Constellation der US-amerikanischen Northwest Airlines (N6214C) kurz nach dem Start vom Flughafen Seattle-Tacoma der Propeller Nr. 3 (rechts innen). Obwohl er in die Segelstellung geschaltet wurde, drehte er mit 400 rpm weiter. Im Steigflug durch 5000 Fuß musste wegen starken Ölverlusts auch das Triebwerk Nr. 4 (rechts außen) abgestellt werden. Für die Notlandung auf der 40 Kilometer südlich von Seattle gelegenen McChord Air Force Base (Washington, USA) konnte aufgrund eines Konstruktionsfehlers der Super Constellation nur das rechte Hauptfahrwerk verriegelt werden. Daher schleuderte die Maschine von der Landebahn herunter und brach in Flammen aus. Alle 32 Personen an Bord, sechs Besatzungsmitglieder und 26 Passagiere, konnten rechtzeitig evakuiert werden und überlebten den Unfall.[3]

- Am 5. Februar 1954 wurde eine Lockheed L-1049/RC-121C Super Constellation der United States Air Force (USAF) (51-3838) während eines Radaranflugs im Nebel auf die Hamilton Air Force Base (Kalifornien, USA) in die Bucht von San Pablo geflogen. Bei diesem CFIT (Controlled flight into terrain) überlebten alle 13 Besatzungsmitglieder den Unfall.[4]

- Am 3. August 1954 wichen die Piloten einer Lockheed L-1049C Super Constellation der Air France (Luftfahrzeugkennzeichen F-BGNA) auf dem Flug von Paris-Orly zum Flughafen New York-Idlewild wegen Nebels zum Flughafen Boston aus. Rund 60 Kilometer vor dem Ziel ging jedoch der Treibstoff aus, und bei Preston City wurde eine Bauchlandung in einem Feld durchgeführt. Die Maschine brannte aus, dennoch überlebten alle 37 Insassen, 8 Besatzungsmitglieder und 29 Passagiere.[5]

- Am 5. September 1954 verunglückte eine L-1049C Super Constellation der niederländischen KLM (PH-LKY) auf dem Flug von Shannon zum Flughafen New York-Idlewild. Die Maschine schlug beim Start 31 Sekunden nach dem Überfliegen des Startbahnendes im Schlamm des Flusses Shannon auf. Bei dem Unfall wurden 28 der 56 Insassen getötet, 3 Besatzungsmitglieder und 25 Passagiere. Die Rettungsarbeiten wurden erst eingeleitet, nachdem sich der Navigator durch das Flussdelta zum Flughafen durchgekämpft hatte. Gründe waren vorzeitiges Einfahren der Landeklappen und verfrühte Reduzierung der Motorleistung sowie ein schon länger defektes Warnlicht für den Einfahrzustand des Fahrwerks (siehe auch KLM-Flug 633).[6][7]

- Am 30. Oktober 1954 verschwand eine Lockheed R7V-1/L-1049 Super Constellation der US Navy (Kennzeichen BuNo 128441) im Atlantischen Ozean etwa 560 Kilometer östlich von Maryland (USA). Die Maschine befand sich auf dem Flug von der Naval Air Station Patuxent River zum Militärflugplatz Lajes Field auf den Azoren. Alle 42 Insassen, 21 Besatzungsmitglieder und 21 Passagiere wurden getötet.[8]

- Am 9. Dezember 1954 wurde eine Lockheed L-1049/WV-2 Super Constellation der US Navy (BuNo 131387) auf der Johnsville Naval Air Station (Pennsylvania, USA) extrem hart gelandet, geriet ins Schleudern und brannte aus. Alle 10 Besatzungsmitglieder überlebten den Unfall.[9]

- Am 17. Dezember 1954 flog eine L-1049E Super Constellation der Trans-Canada Air Lines (CF-TGG) beim Landeanflug auf den Flughafen Toronto-Malton (Canada) zu tief an und zerbrach in drei Teile auf einem Feld, noch 19 Kilometer vor der Landebahn. Alle 23 Passagiere und Besatzungsmitglieder überlebten den Unfall. Die Piloten waren zu weit unterhalb des Instrumentenanfluggleitpfades angeflogen. Möglicherweise führte Übermüdung der Flugbesatzung zu einer Fehlinterpretation der Höhenanzeige.[10][11]

- Am 17. Januar 1955 stürzte eine L-1049/C-121J Super Constellation der US Navy (BuNo 131639) 112 Kilometer südwestlich des Startflugplatzes Ernest Harmon Air Force Base (Neufundland, Kanada) ins Meer. Über Prince Edward Island hatte die Besatzung den Ausfall zweier Triebwerke gemeldet, erreichte jedoch beim Rückkehrversuch den Flugplatz nicht mehr. Alle 13 Insassen, sechs Besatzungsmitglieder und 7 Passagiere, kamen ums Leben.[12]

- Am 30. Juni 1956 kollidierte eine L-1049 Super Constellation der US-amerikanischen Trans World Airlines (TWA) (N6902C) mit einer Douglas DC-7 der United Air Lines (Kennzeichen N6324C) über dem Grand Canyon. Alle 128 Insassen (70 in der L-1049, 58 in der DC-7) kamen ums Leben (siehe auch Flugzeugkollision über dem Grand Canyon).[13][14]

- Am 20. Juli 1956 (Ortszeit) (nach anderer Quelle am 20. Juni) stürzte eine vom Flughafen New York-Idlewild gestartete L-1049E Super Constellation der Linea Aeropostal Venezolana (YV-C-AMS) infolge eines Tragflächenfeuers während eines Treibstoffschnellablasses etwa 65 km südöstlich des Startflughafens in den Atlantik. Alle 74 Insassen kamen ums Leben (siehe auch Aeropostal-Flug 253 (Juni 1956)).[15][16]

- Am 17. September 1956 fiel an einer L-1049/WV-3 Super Constellation der US Navy (BuNo 137893) nach 14 Stunden Flugzeit das Triebwerk Nr. 1 (links außen) wegen Ölmangels aus. Etwa 160 Kilometer vor der Guam-Agana Naval Air Station (USA) fiel auch Triebwerk Nr. 4 (rechts außen) aus. Kurz danach begannen auch die restlichen Triebwerke 2 und 3 Leistung zu verlieren. Deshalb wurde 130 Kilometer südlich des Flugplatzes notgewassert. Alle 18 Besatzungsmitglieder überlebten den Unfall.[17]

- Am 30. Dezember 1956 wurde eine L-1049/C-121C Super Constellation der United States Air Force (USAF) (54-0165) beim Anflug im Nebel auf den Flughafen Dharan (Saudi-Arabien) 1 Kilometer davor in den Boden geflogen. Die beiden anderen Super Constellations der Dreier-Formation waren wegen des Nebels zum 55 Kilometer entfernten Flughafen Bahrain ausgewichen. Durch diesen CFIT (Controlled flight into terrain) wurden von den 38 Insassen 12 getötet.[18]

- Am 17. April 1957 entstand in einer Lockheed L-1049/WV-2 Super Constellation der US Navy (BuNo 141314) ein Brand im linken Fahrwerkschacht, entstanden durch eine überhitzte Bremse. Es kam zu einer Explosion des Reifens, woraufhin das Triebwerk Nr. 2 (links innen) abbrach. Die Piloten führten ein Notlandung auf der Naval Air Station Argentia (Neufundland, Kanada) als Bauchlandung durch. Das Flugzeug wurde irreparabel beschädigt. Alle 24 Besatzungsmitglieder überlebten den Unfall.[19]

- Am 28. Juni 1957 rollte eine Douglas DC-7B der Eastern Air Lines (N808D) nach der Landung im Anschluss an einen Trainingsflug auf dem Flughafen Miami (Florida, USA) zu ihrem Hangar. Dabei kollidierte sie mit einer Lockheed L-1049 Super Constellation der Eastern Air Lines (N6212C). Durch auslaufenden Treibstoff entstand ein massiver Brand. Die Super Constellation brannte aus, die DC-7 wurde irreparabel beschädigt. Personen kamen nicht zu Schaden.[20]

- Am 16. Juli 1957 stürzte eine L-1049E Super Constellation der niederländischen KLM (PH-LKT) vor der Insel Biak ins Meer. Nach dem Start vom Flughafen Mokmer wollten die Piloten diesen in niedriger Höhe überfliegen. Bei dem Unfall kamen 58 der 68 Insassen ums Leben (siehe auch KLM-Flug 844).

- Am 16. August 1957 wurde eine L-1049 Super Constellation der brasilianischen VARIG (PP-VDA) 500 Meter vor der Küste bei Cabarete (Dominikanische Republik) notgewassert. Die Maschine war vom damaligen Flughafen Santo Domingo mit nur drei funktionierenden Triebwerken zu einem Überführungsflug nach Miami gestartet. Nach etwa 30 Minuten geriet Motor Nummer 4 außer Kontrolle, brach ab und setzte auch das benachbarte Triebwerk 3 außer Betrieb. Mit lediglich dem verbliebenen Motor Nummer 1 konnte knapp die Küste erreicht werden. Eines der Besatzungsmitglieder kam ums Leben (siehe auch Flugunfall der VARIG bei Cabarete).[21][22]

- Am 6. Dezember 1957 verunglückte eine L-1049G Super Constellation der Air France (F-BHMK) bei einem nächtlichen Trainingsflug auf dem Flughafen Paris-Orly. Bei sehr schlechten Sichtbedingungen stürzte das Flugzeug auf die Landebahn und brannte aus. Alle 6 Besatzungsmitglieder überlebten.[23]

- Am 23. Dezember 1957 fielen an einer L-1049/WV-2 Super Constellation der US Navy (BuNo 143197) 40 Kilometer nordwestlich des Startflugplatzes Naval Air Station Barbers Point (Hawaii, USA) in 1500 Fuß (460 Metern) Höhe alle vier Triebwerke aus. Beim Aufsetzen im Meer kollidierte die Maschine mit über 4 Meter hohen Wellen und sank. Von den 23 Besatzungsmitgliedern kamen 19 ums Leben.[24]

- Am 14. Januar 1958 wurde eine L-1049/R7V-1 Super Constellation der US Navy (BuNo 128437) während eines Übungsanfluges bei Nieselregen auf die Naval Air Station Patuxent River (Maryland, USA) in den Wald geflogen. Durch diesen CFIT (Controlled flight into terrain) wurden alle 9 Besatzungsmitglieder getötet.[25]

- Am 20. Februar 1958 verschwand eine L-1049/WV-2 Super Constellation der US Navy (BuNo 141310) auf einem Routine-Patrouillenflug 176 Kilometer westlich der Insel Corvo (Azoren). Ziel des Fluges war der Luftwaffenstützpunkt Lajes (Azoren, Portugal). Alle 22 Besatzungsmitglieder kamen ums Leben.[26]

- Am 22. März 1958 brach an einer Lockheed L-1049/RC-121D Super Constellation der United States Air Force (USAF) (54-2308) ein Feuer im Triebwerk Nr. 2 (links innen) aus. Die Maschine war auf der McClellan Air Force Base (Kalifornien, USA) gestartet. Die Piloten führten eine Notlandung in einem schlammigen Feld durch. Dabei wurde das Flugzeug irreparabel beschädigt. Alle 18 Besatzungsmitglieder überlebten den Unfall.[27]

- Am 14. Mai 1958 wurden mit einer L-1049/R7V-1 Super Constellation der US Navy (BuNo 131652) fünf Manöver mit beschleunigten Strömungsabrissen geflogen. Dabei verlor die Maschine 3000 Fuß (900 Meter) an Flughöhe. Die Kräfte und die damit verbundenen Vibrationen verursachten schwere Strukturschäden an der Außenhaut, den Stringern und den Schotten im hinteren Teil des Rumpfes. Am Flugzeug kam es daraufhin zu einem Strukturversagen und es stürzte 11 Kilometer östlich von Taft (Kalifornien) ab. Alle 5 Besatzungsmitglieder kamen ums Leben.[28]

- Am 25. Mai 1958 explodierte in einer Lockheed L-1049/RC-121D Super Constellation der United States Air Force (USAF) (55-0123) auf der Otis Air National Guard Base (Massachusetts, USA) der fehlerhaft gefüllte Rumpftank. Das Flugzeug fing Feuer, aber alle 15 Besatzungsmitglieder konnten rechtzeitig evakuiert werden.[29]

- Am 14. August 1958 stürzte eine L-1049H Super Constellation der holländischen KLM (PH-LKM) etwa 200 km westlich von Irland aus ungeklärten Gründen in den Atlantik. Die Maschine befand sich auf dem Flug von Shannon nach Gander, Neufundland. Alle 99 Menschen an Bord starben (siehe auch KLM-Flug 607-E).[30][31]

- Am 9. September 1958 verunglückte eine L-1049H Super Constellation der US-amerikanischen Flying Tiger Line (N6920C) im Bergmassiv Ōyama (Kanagawa), 24 Kilometer südwestlich von Tokio. Mit der Maschine sollte US-amerikanische Militärfracht von Militärflugplatz Wake Island zur Luftwaffenbasis Tachikawa transportiert werden. Alle 8 Insassen, sechs Besatzungsmitglieder und zwei Passagiere, kamen ums Leben.[32]

- Am 14. Oktober 1958 wurde eine vom Flughafen Panama gestartete L-1049G Super Constellation der Linea Aeropostal Venezolana (YV-C-ANC) in den Berg Alto del Cedro Mountain in der Sierra Perijá geflogen, 89 Kilometer vor dem Zielflughafen Maracaibo. Bei diesem CFIT (Controlled flight into terrain) wurden alle 23 Insassen, 6 Besatzungsmitglieder und 17 Passagiere, getötet.[33][34]

- Am 18. Oktober 1958 flog eine L-1049/WV-2 Super Constellation der US Navy (BuNo 141294) während eines Ground Controlled Approaches auf die Naval Air Station Argentia (Neufundland, Kanada) 300 Meter vor der Landebahn in die Placentia Bay. Von den 29 Insassen wurden 11 getötet.[35]

- Am 10. November 1958 kam es bei einer L-1049D Super Constellation der US-amerikanischen Seaboard & Western Airlines (N6503C) während eines Trainingsfluges auf dem Flughafen New York-Idlewild zum Kontrollverlust, wobei die Maschine schließlich mit einer geparkten Vickers Viscount 724 der Trans-Canada Airlines (CF-TGL) kollidierte, in der sich nur zwei Besatzungsmitglieder befanden. Auslöser war eine fehlerhaft gebaute Umkehrschub-Vorrichtung, die sich plötzlich von selbst aktivierte. Alle fünf Besatzungsmitglieder sowie die beiden in der Viscount überlebten. Beide Flugzeug brannten aus und wurden zu Totalschäden.[36][37]

- Am 11. Januar 1959 stürzte vermutlich infolge eines Pilotenfehlers eine L-1049G Super Constellation der Lufthansa (D-ALAK) beim Landeanflug auf den Flughafen Rio de Janeiro-Galeão in der Nähe des Strandes ab. Nur 3 der 39 Insassen überlebten (siehe auch Lufthansa-Flug 502).

- Am 28. Februar 1959 kollidierte eine Lockheed L-1049/C-121G Super Constellation der United States Air Force (USAF) (54-4069) nach dem Start vom Flugplatz Prescott (Arizona, USA) mit zerklüftetem, bewaldetem Terrain 3 Kilometer südlich des Flugplatzes. Die Maschine war von der Litchfield Park Naval Air Station gestartet, um mit ihr in Prescott Touch-and-Go-Übungen zu praktizieren. Alle 5 Besatzungsmitglieder kamen ums Leben.[38]

- Am 29. März 1959 geriet eine Lockheed L-1049/WV-2 Super Constellation der US Navy (BuNo 141332) bei der Landung auf der Naval Air Station Argentia (Neufundland, Kanada) in eine Windscherung. Bei der harten Landung brach das rechte Hauptfahrwerk zusammen und fing Feuer. Nachdem sie rund 500 Meter weit gerutscht war, brach die Maschine scharf nach rechts aus, wobei die rechte Tragfläche abbrach. Der Rumpf kam erst nach weiteren 120 Meter im Gelände zum Stillstand. Alle 21 Besatzungsmitglieder überlebten den Unfall.[39]

- Am 2. April 1959 wurde mit einer L-1049/WV-2 Super Constellation der US Navy (BuNo 141303) auf der Naval Air Station Argentia (Neufundland, Kanada) mit einem abgestellten Triebwerk eine extrem harte Landung gemacht. Die rechte Tragfläche brach beim Aufprall ab, woraufhin sie sich überschlug und ausbrannte. Von den 29 Besatzungsmitgliedern kam eines ums Leben.[40]

- Am 19. Juli 1959 flog eine L-1049G Super Constellation der Air India (VT-DIN) während eines zu späten Durchstartversuchs aufgrund einer falschen Höhenmessereinstellung am Flughafen Bombay ins Gelände und wurde zerstört. Dennoch überlebten alle 46 Insassen, 7 Besatzungsmitglieder und 39 Passagiere.[41]

- Am 30. Juli 1959 wurde eine Lockheed L-1049/R7V-2 Super Constellation der US Navy (BuNo 131631) auf der Palmdale Air Force Base (Kalifornien, USA) irreparabel beschädigt. Über Personenschäden ist nichts bekannt.[42]

- Am 24. November 1959 stürzte eine L-1049H Super Constellation der Trans World Airlines (TWA) (N102R) in ein Wohngebiet etwa 400 Meter vom Startflughafen Chicago Midway entfernt. Nach Ausfall eines Triebwerks beim Start kehrten die Piloten dorthin zurück und waren nicht in der Lage, eine angemessene Fluglage zu halten. Alle 3 Besatzungsmitglieder des Frachtfluges sowie 8 Menschen am Boden wurden getötet (siehe auch Trans-World-Airlines-Flug 595).[43][44]

## 1960er-Jahre
- Am 21. Januar 1960 befand sich eine L-1049E Super Constellation der kolumbianischen Fluggesellschaft Avianca (Luftfahrzeugkennzeichen HK-177) auf der Strecke von New York (USA) nach Bogota (Kolumbien), als die Maschine bei der Zwischenlandung in Montego Bay (Jamaika) verunglückte. Beim sehr harten Aufsetzen auf der Landebahn brach das Fahrwerk, wodurch der Rumpf Bodenberührung bekam und das Flugzeug in Flammen aufging. Von den 46 Insassen kamen 37 ums Leben (siehe auch Avianca-Flug 671).[45][46]

- Am 29. Februar 1960 brach bei einer L-1049G Super Constellation der US-amerikanischen Trans World Airlines (TWA) (N7101C) während des Starts auf dem Flughafen Chicago-Midway das Hauptfahrwerk zusammen. Alle 60 Insassen, 6 Besatzungsmitglieder und 54 Passagiere, überlebten. Die Maschine wurde zum Totalschaden.[47]

- Am 24. August 1960 fiel bei einer L-1049G Super Constellation der australischen Qantas (VH-EAC) während des Startlaufs auf dem Flughafen Mauritius ein Triebwerk aus. Beim folgenden Startabbruch gelang es nicht, das Flugzeug rechtzeitig zum Stillstand zu bringen; es überrollte das Startbahnende mit einer Geschwindigkeit von 40 Knoten. Die Maschine sprang über eine Böschung, krachte in eine tiefe Rinne und fing Feuer. Alle 50 Insassen, 12 Besatzungsmitglieder und 38 Passagiere, überlebten den Totalschaden.[48]

- Am 29. August 1960 stürzte nahe dem Flughafen Dakar-Yoff eine L-1049G Super Constellation der Air France (F-BHBC) auf dem Flug von Paris über Monrovia nach Abidjan bei ungünstigem Wetter während des zweiten Landeversuchs zum Zwischenstopp in Dakar ins Meer. Alle 63 Insassen starben. Eine Ursache konnte nicht ermittelt werden (siehe auch Air-France-Flug 343).[49]

- Am 31. Oktober 1960 verunglückte eine Lockheed L-1049/WV-2 Super Constellation der US Navy (BuNo 126513) bei der Landung auf dem McMurdo Station-Williams Field (Antarktis). Sie prallte gegen eine Schneewehe, wodurch das Fahrwerk zusammenbrach und die linke Tragfläche und die Triebwerke abgeschert wurden. Das Flugzeug wurde irreparabel beschädigt. Alle 23 Besatzungsmitglieder überlebten den Unfall.[50]

- Am 8. November 1960 verunglückte eine L-1049G Super Constellation der Trans World Airlines (TWA) (N7125C), betrieben für die spanische Iberia, bei der Landung auf dem Flughafen Barcelona-El Prat. Die aus Madrid kommende Maschine berührte gut 30 Meter vor der Landebahn einen Abfallhaufen, verlor die linken Räder, schleuderte von der Bahn herunter und fing Feuer. Alle 71 Insassen, 8 Besatzungsmitglieder und 63 Passagiere, überlebten.[51][52]

- Am 16. Dezember 1960 kollidierte über Staten Island (New York City) eine Douglas DC-8-11 der US-amerikanischen United Air Lines (N8013U) mit einer Lockheed L-1049 Super Constellation der Trans World Airlines|TWA (N6907C) während des Landeanflugs auf den Flughafen New York-Idlewild. Alle 128 Insassen beider Flugzeuge und sechs Menschen am Boden verloren ihr Leben (siehe auch Flugzeugkollision von New York City).[53][54][55]

- Am 22. Januar 1961 prallte eine L-1049/WV-2 Super Constellation der US Navy (BuNo 143193) bei der Landung auf dem Henderson Field (Midway Atoll) (USA) am Ende der kurzen Landebahn auf Bruchstücke des Seedamms. Eine Haupthalterung wurde abgeschert, das Flugzeug geriet ins Schleudern, rutschte in ein Feuerwehrauto, explodierte und brannte aus. Von den 22 Besatzungsmitgliedern kamen 6 ums Leben, alle 3 Insassen des Feuerwehrwagens erlitten ebenfalls tödliche Verletzungen.[56]

- Am 6. März 1961 stürzte eine L-1049G Super Constellation der spanischen Iberia (EC-AIP) am Flughafen São Paulo-Congonhas bei starken Abwinden kurz vor der Landebahn zu Boden und fing Feuer. Alle 46 Insassen, 10 Besatzungsmitglieder und 36 Passagiere, überlebten.[57]

- Am 22. März 1961 stürzte eine Lockheed L-1049/TC-121C Super Constellation der United States Air Force (USAF) (51-3842) bei Regenwetter 16 Kilometer nördlich von Marysville (Kalifornien) ab. Die Maschine war auf der McClellan Air Force Base (Kalifornien, USA) gestartet. Alle 6 Besatzungsmitglieder kamen ums Leben.[58]

- Am 3. August 1961 geriet eine Lockheed L-1049C Super Constellation der US-amerikanischen Eastern Air Lines (N6220C) in Brand, als sie auf dem Flughafen New York-Idlewild (USA) zum Start rollte. Alle drei Besatzungsmitglieder, die einzigen Insassen auf dem Frachtflug, überlebten den Unfall. Die Maschine brannte aus.[59]

- Am 15. März 1962 setzte eine L-1049H Super Constellation der US-amerikanischen Flying Tiger Line (N6911C) auf dem Flughafen Adak trotz vielfacher Warnungen des Fluglotsen vor der Landebahn auf, wobei das Fahrwerk und die rechte Tragfläche abgerissen wurden. Es brach ein heftiges Feuer aus; eines der sieben Besatzungsmitglieder des Frachtflugs wurde getötet.[60]

- Am 16. März 1962 verschwand im Pazifik eine L-1049H Super Constellation der Flying Tiger Line (N6921C) mit 107 Personen an Bord auf einem militärischen Charterflug ca. 1300 Kilometer östlich der Philippinen. Zeugen sahen zum Zeitpunkt des Verschwindens eine Explosion am Himmel (siehe auch Flying-Tiger-Line-Flug 7815/13).[61]

- Am 22. Mai 1962 stürzte eine Lockheed EC-121M/L-1049 Super Constellation der US Navy (BuNo 131390) zwei Kilometer südwestlich von Markt Schwaben (Bayern) ab, nachdem das Leitwerk abgebrochen war. Das Flugzeug war auf einem Rundflug von der Rhein-Main Air Base (Flughafen Frankfurt). Alle 26 Insassen wurden getötet.[62]

- Am 9. August 1962 verunglückte eine L-1049/WV-2 Super Constellation der US Navy (BuNo 141324) im Anflug auf die Naval Air Station Patuxent River (Maryland, USA) während eines schweren Regenschauers. Das Flugzeug kam auf einem Abhang hinter einem Teich zum Stillstand und brannte aus. Von den 19 Besatzungsmitgliedern kamen 5 ums Leben.[63]

- Am 31. August 1962 wurde eine Lockheed L-1049/C-121G Super Constellation der United States Air Force (USAF) (54-4057) bei einem Bodenunfall auf dem Flughafen Oakland (Kalifornien, USA) irreparabel beschädigt. Über Personenschäden ist nichts bekannt.[64]

- Am 23. September 1962 musste eine Super Constellation der Flying Tiger Line (N6923C) bei schwerem Seegang auf dem Atlantik notgewassert werden. An Bord waren acht Besatzungsmitglieder und 68 Passagiere, in der Mehrheit junge Fallschirmjäger auf dem Weg zu ihren Einheiten in Deutschland. Von den Insassen schafften es 51, zum einzigen verfügbaren Rettungsfloß zu schwimmen. Ein Frachtschiff konnte 48 Überlebende bergen (siehe auch Flying-Tiger-Line-Flug 923).[65][66]

- Am 4. Dezember 1962 verunglückte eine Lockheed L-1049/C-121G Super Constellation der United States Air Force (USAF) (54-4066) während des Anflugs 6,8 Kilometer südwestlich der Guam-Agana Naval Air Station (USA). Von den 8 Besatzungsmitgliedern kamen 3 ums Leben.[67]

- Am 14. Dezember 1962 stürzte eine L-1049H Super Constellation der Flying Tiger Line (N6913C) kurz vor der Landung auf dem Flughafen Burbank (Kalifornien, USA) in ein Wohngebiet. Durch den Absturz und das anschließende Feuer wurden 29 Gebäude beschädigt. Alle 5 Personen an Bord wurden getötet, ebenso 3 Anwohner.[68]

- Am 3. Februar 1963 kollidierte eine L-1049H Super Constellation der US-amerikanischen Slick Airways (N9740Z) im Anflug auf den Flughafen San Francisco 360 Meter vor der Landebahn mit der Anflugbefeuerung und stürzte neben der Landebahn ab. Ursache war das Fortsetzen des Anflugs unter die vorgeschriebene Entscheidungshöhe. Von den 8 Insassen wurden 2 Besatzungsmitglieder und 2 Passagiere getötet.[69]

- Am 28. Mai 1963 verunglückte eine Lockheed L-1049G Super Constellation der US-amerikanischen Standard Airways (N189S) im Anflug auf den Regionalflughafen Manhattan (Kansas). In einer Höhe von 170 Fuß (51 Metern) ging der Propeller Nr. 3 (rechts innen) plötzlich in den Umkehrschub-Modus. Das Flugzeug kollidierte 546 Fuß (166 Meter) vor der Landebahn mit einem einen Meter hohen Erdwall, wobei der Bug und das rechte Hauptfahrwerk abgeschert wurden. Alle 70 Insassen, sechs Besatzungsmitglieder und 64 Passagiere, überlebten den Unfall. Die Fehlfunktion des Propellers war durch unsachgemäße Wartungspraktiken und Inspektionsverfahren herbeigeführt worden.[70]

- Am 31. Juli 1963 rollte eine Lockheed L-1049/WV-2 Super Constellation der US Navy (BuNo 141329) bei Übungsanflügen auf dem Flughafen Gander (Neufundland, Kanada) von der Landebahn herab, schlug gegen das Gebäude des ILS-Senders und kam quer zu einer Straße zum Stillstand. Der Rumpf brach vor der Tragfläche auseinander. Alle 7 Besatzungsmitglieder überlebten den Unfall.[71]

- Am 23. August 1964 wurde eine Lockheed L-1049/WC-121N Super Constellation der US Navy (BuNo 137891) beim Durchflug des Hurrikans Cleo sehr schwer beschädigt. So wurden in der extremen Turbulenz ein Flügelspitzentank und Teile einer Tragfläche weggerissen. Auf dem Marineflugplatz Roosevelt Roads (Puerto Rico) gelang eine Notlandung, doch war das Flugzeug irreparabel beschädigt. Alle 23 Besatzungsmitglieder überlebten den Unfall.[72]

- Am 3. November 1964 wurde eine Lockheed L-1049/C-121J Super Constellation der US Navy (BuNo 131625) bei der Landung auf der Naval Air Station Patuxent River (Maryland, USA) irreparabel beschädigt. Über Personenschäden ist nichts bekannt.[73]

- Am 24. Dezember 1964 flogen die Piloten einer L-1049H Super Constellation der Flying Tiger Line (N6915C) nach dem Start vom Flughafen San Francisco 7 Kilometer westlich davon in ansteigendes Gelände, statt die vorgeschriebene Linkskurve einzuleiten. Bei diesem CFIT (Controlled flight into terrain) wurden alle 3 Besatzungsmitglieder des Frachtfluges getötet.[74]

- Am 5. Mai 1965 verunglückte eine L-1049G Super Constellation der spanischen Iberia (EC-AIN) aus Madrid kommend beim Landeanflug auf den Flughafen Teneriffa/Los Rodeos. Nach einem missglückten Landeversuch während schlechten Wetters kollidierte die Maschine beim Durchstarten 50 Meter neben der Landebahn mit einem Bulldozer und zerbrach auf einem Acker, wobei 30 der 49 Menschen an Bord ums Leben kamen.[75]

- Am 11. Juli 1965 geriet an einer Lockheed L-1049/EC-121H Super Constellation der United States Air Force (USAF) (55-0136) das Triebwerk Nr. 3 (rechts innen) in Brand, gefolgt von einem Ausfall des Triebwerks Nr. 2 (links innen). Die Maschine war von der Otis Air National Guard Base (Massachusetts, USA) gestartet. Mit einem weiter brennenden Motor Nr. 3 wurde eine Notwasserung 160 Kilometer von Nantucket entfernt durchgeführt, wobei der Rumpf in drei Teile zerbrach und ein Teil einer Tragfläche sich löste. Von den 19 Besatzungsmitglieder kamen 16 ums Leben.[76]

- Am 20. August 1965 wurden mit einer Lockheed L-1049/EC-121M Super Constellation der US Navy (BuNo 135747) auf der Atsugi Naval Air Station (Japan) Touch-and-Go-Übungen geflogen. Dabei ließ sich das rechte Hauptfahrwerk nicht mehr ausfahren und verriegeln. Bei der Bruchlandung kollidierte das Flugzeug unter anderem mit einem Gebäude und wurde irreparabel beschädigt. Alle 23 Besatzungsmitglieder überlebten den Unfall.[77]

- Am 20. September 1965 wurde eine Lockheed L-1049E Super Constellation der US-amerikanischen American Flyers Airline (N9719C) mit einem stillgelegten Triebwerk zum Flughafen Ardmore (Oklahoma, USA) überführt. Die Maschine bremste bei der Landung nicht ab, geriet ins Schleudern, kam von der Landebahn ab und kollidierte mit einem Graben, bevor sie zum Stillstand kam. Sie wurde irreparabel beschädigt. Alle drei Besatzungsmitglieder, die einzigen Insassen auf dem Überführungsflug, überlebten den Unfall.[78]

- Am 4. Dezember 1965 stieß eine L-1049C Super Constellation der US-amerikanischen Eastern Air Lines (N6218C) auf dem Flug von Boston nach New York über Carmel, New York, mit einer Boeing 707 der Trans World Airlines (N748TW) zusammen, die sich auf dem Flug von San Francisco nach New York befand. Bei der Bruchlandung der unkontrollierbar gewordenen Super Constellation auf einem Feld, bei der das Flugzeug in Brand geriet und zerstört wurde, starben 4 Personen. Die Boeing 707 hingegen blieb steuerbar und machte eine erfolgreiche Notlandung. Sie konnte repariert werden (siehe auch Eastern-Air-Lines-Flug 853).[79]

- Am 15. Dezember 1965 wurde eine L-1049H Super Constellation der Flying Tiger Line (N6914C) in die westliche Flanke des Berges California Peak geflogen, 32 Kilometer nordöstlich von Alamosa (Colorado). Die Frachtmaschine war auf dem Flug vom Flughafen Los Angeles nach Chicago. Alle 3 Besatzungsmitglieder wurden getötet.[80]

- Am 26. Januar 1966 brach bei einer L-1049G Super Constellation der Trans World Airlines (TWA) (N7115C) während des Rollens auf dem Flughafen New York-Idlewild (USA) das Bugfahrwerk zusammen. Die Maschine wurde irreparabel beschädigt. Alle Insassen überlebten.[81]

- Am 27. Januar 1966 geriet eine Lockheed L-1049/EC-121M Super Constellation der US Navy (BuNo 135751) auf der Atsugi Naval Air Station (Japan) in Brand, als ihr Radom mit Hitzelampen geglättet wurde. Wind blies die Lampen direkt gegen den Radom und setzte die Maschine in Brand. Das Flugzeug wurde irreparabel beschädigt. Personen kamen nicht zu Schaden.[82]

- Am 6. März 1966 fielen an einer Lockheed L-1049 Super Constellation der argentinischen Lineas Aéreas Patagonicas Argentinas, die unter dem US-amerikanischen Kennzeichen N6901C flog, nach dem Abflug vom Flughafen Lima-Callao (Peru) drei der vier Triebwerke aus. Nach der Notwasserung wurde die Besatzung durch die Mannschaft eines Fischerboots gerettet. Alle drei Besatzungsmitglieder, die einzigen Insassen auf dem Überführungsflug nach Asuncion (Paraguay), überlebten den Unfall.[83]

- Am 18. Oktober 1966 riss beim Betanken einer Lockheed L-1049C Super Constellation der US-amerikanischen Eastern Air Lines (N6219C) auf dem Flughafen Miami (Florida, USA) ein Tankschlauch. Durch den ausgebrochenen Brand wurde das Flugzeug irreparabel beschädigt und im Juni 1967 verschrottet. Personen kamen nicht zu Schaden.[84]

- Am 11. November 1966 stürzte eine L-1049/EC-121H Super Constellation der United States Air Force (USAF) (55-5262), die von der Otis Air National Guard Base (Massachusetts, USA) gestartet war, 200 Kilometer östlich von Nantucket ins Meer. Der Flug war fortgesetzt worden, obwohl schon frühzeitig Probleme mit zuerst einem, dann einem zweiten Triebwerk aufgetreten waren. Alle 19 Besatzungsmitglieder kamen ums Leben.[85]

- Am 17. April 1967 kam es zur Bauchlandung einer L-1049H Super Constellation der US-amerikanischen Alaska Airlines (N7777C) auf dem Flughafen von Kotzebue (Alaska), bei der das Flugzeug irreparabel beschädigt wurde. Die Besatzung hatte vergessen, vor der Landung das Fahrwerk auszufahren. Alle 32 Insassen, 4 Besatzungsmitglieder und 28 Passagiere, überlebten.[86]

- Am 25. April 1967 meldete die Besatzung einer L-1049/EC-121H Super Constellation der United States Air Force (USAF) (53-0549) acht Minuten nach dem Start von der Otis Air National Guard Base (Massachusetts, USA) einen Brand im Triebwerk Nr. 3 (rechts innen). Die versuchte Rückkehr zur Basis misslang, stattdessen stürzte die Maschine 1,6 Kilometer südlich von Nantucket Island ins Meer. Von den 16 Besatzungsmitgliedern kamen 15 ums Leben.[87]

- Am 22. Juni 1967 kollidierte eine L-1049H Super Constellation der US-amerikanischen Airlift International (N6936C) auf dem Flug von Manila zum Flughafen Tan-Son-Nhat mit einer McDonnell RF-4C Phantom II der US Air Force (Kennzeichen 65-0861). Das Frachtflugzeug befand sich im Anflug, als es von der Militärmaschine gerammt wurde und 6,5 Kilometer nördlich des Zielflughafens abstürzte. Alle 7 Insassen der Zivilmaschine, 4 Besatzungsmitglieder und 3 Passagiere, wurden getötet. Die beiden Besatzungsmitglieder der Phantom retteten sich mit dem Schleudersitz.[88][89]

- Am 21. Januar 1968 (genaues Datum unbestätigt) verunglückte eine Lockheed L-1049G Super Constellation der Regierung von Biafra (5T-TAC) im Anflug auf den Flughafen Port Harcourt (Biafra). Alle 5 Besatzungsmitglieder kamen ums Leben.[90]

- Am 30. März 1968 stürzte eine Lockheed L-1049G Super Constellation der panamaischen Rutas Aéreas Panameñas SA (RAPSA) (HP-467) kurz nach dem Start vom Flughafen Panama–Tocumen nach Ausbruch eines Brandes im Triebwerk Nr. 3 (rechts innen) ab. Alle 3 Besatzungsmitglieder, die einzigen Insassen auf dem Frachtflug, kamen ums Leben.[91]

- Am 3. Juni 1968 wurde eine Lockheed L-1049H Super Constellation der US-amerikanischen North American Aircraft Trading (5T-TAC) auf dem Flughafen Bissau (Guinea-Bissau) durch Sabotage zerstört und brannte aus. Die Maschine war auf dem Weg nach Biafra. Personen kamen nicht zu Schaden.[92]

- Am 1. Juli 1968 kollidierte eine Lockheed L-1049G Super Constellation des Internationalen Komitees vom Roten Kreuz (IKRK) (5T-TAG) kurz vor der Landebahn des Uli Airstrip (Biafra) in schlechtem Wetter mit einem Baum und stürzte ab. Die Maschine hatte über 10 Tonnen medizinische Hilfsgüter an Bord. Alle 4 Insassen, die drei Besatzungsmitglieder und der einzige Passagier, kamen ums Leben. Es handelte sich um die ehemalige D-ALOF der Lufthansa (1956–1967).[93]

- Am 24. Januar 1969 wurde eine Lockheed L-1049/EC-121R Super Constellation der United States Air Force (USAF) (67-21476) bei der Landung auf der Otis Air National Guard Base (Massachusetts, USA) irreparabel beschädigt. Personen kamen nicht zu Schaden.[94]

- Am 15. April 1969 wurde ein Aufklärungsflugzeug des Typs Lockheed EC-121M/L-1049 Super Constellation der US Navy (BuNo 135749) von zwei nordkoreanischen Kampfflugzeugen des Typs MiG-21 über dem Japanischen Meer rund 90 Meilen vor Ch’ŏngjin abgeschossen. Alle 31 Besatzungsmitglieder starben.[95][96]

- Am 25. April 1969 geriet eine Lockheed L-1049/EC-121R Super Constellation der United States Air Force (USAF) (67-21493) 6 Kilometer westlich der Korat Air Force Base (Thailand) in eine starke Fallbö mit Windscherung und schlug fast mit Vollgas in einem Reisfeld auf. Die Maschine explodierte nach der Kollision mit einem Baum. Alle 18 Besatzungsmitglieder kamen ums Leben.[97]

- Am 3. August 1969 kollidierte eine Lockheed L-1049H Super Constellation der kanadischen Canairelief Air (CF-NAJ) im Anflug auf den Uli Airstrip (Biafra) 15 Kilometer nördlich davon mit einer Hügelkette. Alle 4 Besatzungsmitglieder, die einzigen Insassen, kamen ums Leben. Mit der Maschine wurden Medizin und Lebensmittel transportiert.[98]

- Am 9. August 1969 verunglückte eine L-1049G Super Constellation der französischen Catair (F-BGNC) im Anflug auf den Flughafen Douala (Kamerun). Das Wrack wurde erst drei Tage später 80 Kilometer nordöstlich des Ziels aufgefunden. Alle 4 Besatzungsmitglieder des Frachtfluges kamen ums Leben.[99]

- Am 6. September 1969 wurde eine Lockheed L-1049/EC-121R Super Constellation der United States Air Force (USAF) (67-21495) beim zweiten Anflugversuch auf die  Korat Air Force Base (Thailand) etwa 900 Meter vor der Landebahn in den Boden geflogen. Durch diesen CFIT (Controlled flight into terrain) wurden 4 der 13 Passagiere getötet, ebenso wie 4 Menschen am Boden.[100]

- Am 17. Dezember 1969 wurde eine Lockheed L-1049H Super Constellation der kanadischen Canairelief Air (CF-NAK) auf dem Uli Airstrip (Biafra) von nigerianischen Kampfflugzeugen bombardiert, als gerade Medizin, Lebensmittel und andere Hilfsgüter entladen wurden. Dadurch wurden 5 einheimische Hilfskräfte getötet. Das Flugzeug wurde zerstört.[101]

## 1970er-Jahre
- Am 16. März 1970 stürzte eine Lockheed EC-121K/L-1049 Super Constellation der US Navy (BuNo 145927) unmittelbar vor der Landung auf dem Militärflugplatz Da Nang (Vietnam) ab. Beim Anflug mit einem defekten Triebwerk (von vier) kam es zu einem Strömungsabriss. Von den 28 Insassen wurden 23 getötet.[102]

- Am 5. Mai 1970 wurde eine Lockheed L-1049H Super Constellation der US-amerikanischen North Slope Supply Comp (N174W) vor der Landebahn am Flughafen Barrow (Alaska, USA) aufgesetzt und kollidierte mit einem Schneehaufen. Dadurch brach das linke Hauptfahrwerk zusammen; die linke Tragfläche und das Leitwerk lösten sich. Das Wetter war mit Schneetreiben und schlechter Sicht eher ungünstig. Alle drei Besatzungsmitglieder, die einzigen Insassen auf dem Frachtflug, überlebten den Unfall. Das Flugzeug wurde irreparabel beschädigt.[103]

- Am 10. Juni 1970 musste eine Lockheed L-1049G Super Constellation der US-amerikanischen International Aerodyne (N8021) aus unbekannten Gründen rund 200 Kilometer südlich des Flughafens La Rioja (Argentinien) notgelandet werden. Dabei brach das Fahrwerk zusammen, die Maschine geriet in Brand und wurde irreparabel beschädigt. Alle vier Besatzungsmitglieder, die einzigen Insassen auf dem Überführungsflug, überlebten den Unfall.[104]

- Am 25. August 1970 wurden an einer Lockheed L-1049/EC-121K Super Constellation der US Navy (BuNo 145928) auf der Atsugi Naval Air Station (Japan) bei einer Triebwerksüberprüfung am Boden durch Wartungstechniker versehentlich die Fahrwerke eingefahren. Das Flugzeug musste vor Ort verschrottet werden. Über Personenschäden ist nichts bekannt.[105]

- Im Jahr 1971 (genaues Datum unbekannt) explodierte eine Tragfläche an einer geparkten Lockheed L-1049H Super Constellation der US-amerikanischen Unum Inc. (N45515) auf dem Kingman Airport (Arizona) (USA). Der verbliebene Rumpf wurde 1977 verschrottet. Über Personenschäden ist nichts bekannt.[106]

- Am 20. Oktober 1971 wurde eine Lockheed L-1049H Super Constellation der US-amerikanischen Balair Inc (N564E) südlich von Great Inagua (Bahamas) in den Atlantik geflogen. Bei diesem CFIT (Controlled flight into terrain) wurden alle 4 Besatzungsmitglieder getötet, die einzigen Insassen auf dem Frachtflug.[107]

- Am 3. April 1973 fuhr an einer Lockheed L-1049 Super Constellation der US-amerikanischen Aircraft Airframe Inc (N6906C) beim Rollen auf dem Flughafen Miami (Florida, USA) das rechte Hauptfahrwerk ein, nachdem aus unbekannten Gründen der Hydraulikdruck verloren gegangen war. Das Flugzeug wurde irreparabel beschädigt und 1974 verschrottet. Alle drei Besatzungsmitglieder, die einzigen Insassen auf dem Überführungsflug, überlebten den Unfall.[108]

- Am 9. Juni 1973 stürzte eine Lockheed L-1049H Super Constellation der US-amerikanischen Aircraft Specialties (N173W) 1,7 Kilometer westlich des kleinen Flugplatzes von Casey, Quebec (Kanada) in Bäume und brannte aus. Wahrscheinliche Gründe waren das verfrühte Einfahren der Landeklappen und Übermüdung der Piloten. Alle 3 Besatzungsmitglieder des Sprühfluges kamen ums Leben.[109]

- Am 19. Juli 1973 geriet eine Lockheed L-1049/EC-121K Super Constellation der US Navy (BuNo 145936) auf der Atsugi Naval Air Station (Japan) in Brand, als man eine Gas Turbine Power Unit unbeaufsichtigt laufen ließ. Die Maschine brannte aus. Über Personenschäden ist nichts bekannt. Dies war der letzte Totalverlust einer Super Constellation der US Navy.[110]

- Am 5. August 1973 wurde mit einer Lockheed L-1049 Super Constellation des US-amerikanischen Happy Hours Air Travel Club (N6202C) in der Nähe von Tamarac (Florida, USA) in offenem Gelände eine Bauchlandung gemacht, nachdem alle vier Triebwerke aufgrund von Treibstoffmangel ausgefallen waren. Dies war das Ergebnis von unzureichender Wartung und Inspektion (die Sicherung der Kraftstoffpumpe war korrodiert) und mangelhafter Flugüberwachung durch die Besatzung. Alle acht Insassen, fünf Besatzungsmitglieder und 3 Passagiere, die einzigen Insassen auf dem Überführungsflug, überlebten den Unfall.[111]

- Am 24. September 1973 wurde eine Lockheed L-1049H Super Constellation der US-amerikanischen Holy Nation of Islam Inc (N566E) bei der Landung auf dem Flughafen Gary Regional (Indiana, USA) nicht genügend abgefangen, was zu einer sehr harten Landung führte. Dabei brach das linke Hauptfahrwerk zusammen. Bei dem daraufhin ausgebrochenen Feuer wurde das Flugzeug irreparabel beschädigt. Alle 5 Besatzungsmitglieder, die einzigen Insassen auf dem Frachtflug, überlebten den Unfall.[112]

- Am 15. Dezember 1973 stürzte eine Lockheed L-1049H Super Constellation der US-amerikanischen Aircraft Pool Leasing Corp. (N6917C) kurz nach dem Abheben vom Flughafen Miami (Florida, USA) 2 Kilometer östlich davon auf einen Parkplatz und etliche Häuser. Die mit Weihnachtsbäumen für Venezuela überladene Maschine startete mit mehr als 9 Stunden Verspätung aufgrund aller möglicher technischer Probleme. Dabei ging die Flugzeugnase in eine sehr steile Längsneigung von 20 bis 30 Grad nach oben über, eventuell wegen fehlerhafter Beladung und ungesicherter, nach hinten verrutschender Fracht. Aus einer Höhe von 30 bis 35 Metern sank die Maschine wieder zu Boden. Durch den Aufschlag und die Kollision mit den Häusern wurden alle 3 Besatzungsmitglieder getötet, die einzigen Insassen auf dem Frachtflug, sowie 6 Menschen in den Gebäuden.[113]

- Am 11. Mai 1975 wurde eine L-1049H Super Constellation der Aircraft Specialties (N45516) bei einer Notlandung in der Wüste nahe dem Startflugplatz Mesa-Falcon Field (Arizona) zerstört. Kurz nach dem Start fielen alle vier Triebwerke aus, bedingt durch Überhitzung wegen fehlender Anti-Detonations-Flüssigkeit. Alle 6 Insassen, 3 Besatzungsmitglieder und 3 Passagiere, wurden getötet.[114]

- Am 3. Juni 1975 wurde eine Lockheed L-1049H Super Constellation der US-amerikanischen Sky Truck International (N6931C) bei einer Notlandung auf dem Flughafen Pointe-à-Pitre (Guadeloupe) irreparabel beschädigt und 1979 verschrottet. Über Personenschäden ist nichts bekannt.[115]

- Am 19. Mai 1976 zerlegte sich im Reiseflug der Propeller Nr. 1 (links außen) an einer Lockheed L-1049H Super Constellation der US-amerikanischen F & B Livestock Corp (N468C). Dabei schlug er in das Nachbartriebwerk Nr. 2 ein, welches auch abgestellt werden musste. Im Anflug auf den Ausweichflugplatz, den Flughafen Belize International, ließ sich das linke Hauptfahrwerk nicht verriegeln. Nach dem Aufsetzen schlug die linke Tragfläche auf der Landebahn auf. Die Maschine kam knapp 8 Meter vom Landebahnrand zum Stillstand und wurde irreparabel beschädigt. Alle drei Besatzungsmitglieder, die einzigen Insassen auf dem Überführungsflug, überlebten den Unfall.[116]

- Am 15. März 1978 knickte an einer Lockheed L-1049/EC-121T Super Constellation der United States Air Force (USAF) (55-0121) beim Rollen zum Start auf dem Flughafen Keflavík (Island) plötzlich das linke Hauptfahrwerk ein. Die linke Tragfläche schlug auf dem Boden auf, der Flügelspitzentank riss ab und die Tanks wurden aufgerissen. Die Maschine fing Feuer, wurde aber noch rechtzeitig evakuiert. Alle 17 Insassen, 16 Besatzungsmitglieder und ein Passagier, überlebten den Unfall. Das Fahrwerk war aufgrund von Korrosion kollabiert. Dies war der letzte Totalverlust einer Super Constellation der US Air Force.[117]

- Am 15. Oktober 1978 fuhr die Flugbesatzung einer Lockheed L-1049H Super Constellation der US-amerikanischen Skyways International (N6924C) beim Start vom Flughafen Riohacha (Almirante Padilla) (Kolumbien) das Fahrwerk zu früh ein. Die zu einem illegalen Flug gestartete Maschine stürzte ab. Eines der drei Besatzungsmitglieder wurde getötet.[118]

## 1980er-Jahre
- Am 22. Juni 1980 stürzte eine Lockheed L-1049H Super Constellation der US-amerikanischen Air Traders International (N74CA) beim Start vom Flughafen Columbus Municipal (Indiana, USA) 1,4 Kilometer südlich davon in einen Sojabohnenfeld. Auslöser war die unzureichende und unkoordinierte Reaktion der Flugbesatzung auf die Feuerwarnung für das Triebwerk Nr. 2 (links innen). Obwohl die Maschine ohnehin überladen war, nutzte die Besatzung weniger als die volle Leistung zum Start und hatte auch die Kühlluftklappen nicht voll geöffnet, so dass die Motoren nicht ausreichend gekühlt wurden und die Leistung aller Triebwerke immer weiter zurückging, was der Flugingenieur jedoch weder bemerkte noch korrigierte. Von den acht Insassen wurden 3 getötet, zwei Besatzungsmitglieder und ein Passagier.[119]

- Am 12. Januar 1983 wurde bei einer Lockheed WV-2/L-1049 Super Constellation der Indischen Marineflieger (Kennzeichen IN-316) während des Rollens auf dem Flughafen Bombay versehentlich das Fahrwerk eingefahren. Die Maschine wurde irreparabel beschädigt, aber alle Besatzungsmitglieder überlebten.[120]

## 1990er-Jahre
- Am 5. April 1990 stürzte eine Lockheed L-1049/C-121C Super Constellation der dominikanischen Aerolineas Mundo (AMSA) (Luftfahrzeugkennzeichen HI-515CT) in der Nähe von Levittown (Puerto Rico) in Strandnähe ins Meer. Der Kapitän war ohne Genehmigung für einen Überführungsflug mit dem stillgelegten Triebwerk Nr. 3 (rechts innen) vom Flughafen San Juan (Puerto Rico) gestartet. Im Steigflug fing Triebwerk Nr. 2 (links innen) Feuer, gefolgt vom Ausfall von Triebwerk Nr. 1 (links außen). Beide Triebwerke waren schon vor dem Start als unzuverlässig bekannt gewesen. Von den 3 Besatzungsmitglieder, den einzigen Insassen auf dem Frachtflug, wurde eines getötet.[121]

- Im Juni 1990 (genaues Datum unbekannt) wurde eine Lockheed L-1049/C-121J Super Constellation der dominikanischen Aerochago Airlines (HI-532CT) bei der Landung auf dem Flughafen Santo Domingo-Las Américas (Dominikanische Republik) irreparabel beschädigt. Über Personenschäden ist nichts bekannt.[122]

- Am 3. Februar 1992 wurde eine Lockheed L-1049H Super Constellation der dominikanischen Aerolineas Mundo (AMSA) (HI-542CT) auf dem Flugplatz Aguadilla-Borinquen (Puerto Rico, USA) durch eine Douglas DC-4/C-54Q der US-amerikanischen West Indies Air Transport (N74AF) gerammt. Bei dieser war während des Rollens die Hydraulik ausgefallen. Die Maschine kollidierte mit der rechten Tragfläche der Super Constellation und rollte in einen Graben. Ein Feuer brach aus, und beide Flugzeuge wurden irreparabel beschädigt. Personen kamen in der Superconnie nicht zu Schaden.[123]

- Am 22. September 1998 wurde eine Lockheed L-1049/C-121C Super Constellation der dominikanischen Aerochago Airlines (HI-548CT) auf dem Flughafen Santo Domingo-Las Américas (Dominikanische Republik) irreparabel beschädigt. Während des Hurrikans Georges wurde eine Curtiss C-46 Commando der Aerolineas Mundo (HI-503CT) in die Superconnie geblasen. Über Personenschäden ist nichts bekannt. Dies war der letzte Totalschaden einer Super Constellation seit ihrer Indienststellung im Dezember 1951.[124]